# Ilaria Borghesi
Ilaria Borghesi (19 luglio 1995) è una calciatrice italiana, centrocampista o attaccante dell'Arezzo.

## Carriera

### Club
Ilaria Borghesi inizia a giocare vestendo la casacca viola del Firenze Primavera dall'estate 2009 disputando due tornei consecutivi.
Tuttavia risulta già aggregata alla prima squadra cogliendo alla prima stagione, pur non disputando alcuna partita in campionato, la promozione in Serie A. Il debutto nel massimo campionato italiano femminile di calcio avviene durante la stagione 2010-2011 che chiuderà con quell'unica presenza in campo. Veste la maglia del Firenze per sei stagioni scendendo in campo complessivamente in 48 occasioni.
Con l'istituzione della Fiorentina Women's nell'estate 2015, che rileva dal Firenze il diritto di iscriversi alla stagione di Serie A 2015-2016, Borghesi è tra le atlete che non vengono confermate dalla nuova società, decide quindi di accordarsi con il Castelfranco che le offre un posto da titolare nel settore offensivo della sua formazione che affronta la stagione 2015-2016 di Serie B. Condivide con le compagne il campionato giocato sempre ad alto livello e costantemente nelle prime posizioni, dovendo cedere al suo termine solo al Cuneo, unica squadra a battere le toscane durante la stagione, il primo posto nel girone C e la conseguente promozione in Serie A, raggiungendo anche un lusinghiero risultato in Coppa Italia raggiungendo le semifinali.
Durante l'estate 2016 l'Empoli decide di istituire una sua sezione femminile rilevando la quota maggioritaria del Castelfranco e iscrivendo al suo posto per la stagione di Serie B 2016-2017 la squadra dell'Empoli che giocherà con simboli, maglie e colori sociali della squadra maschile. Borghesi viene confermata anche dalla nuova realtà societaria condividendo con l'organico, largamente basato sulla squadra della stagione precedente, il campionato di vertice con le uniche avversarie in grado di alternarsi alla prima posizione, la Novese (ex Accademia Acqui), ma che alla fine vedranno le toscane conquistare la prima posizione e la promozione in Serie A.
Nell'estate 2018 si trasferisce all'Arezzo, in Serie B.

### Nazionale
Viene convocata alle selezioni per le giovanili della nazionale di calcio femminile italiana e gioca la sua prima partita internazionale con la maglia azzurra della formazione Under-19 il 6 aprile 2013, nel match pareggiato dalle Azzurrine per 2 a 2 contro la pari rappresentativa della Svezia nel secondo turno di qualificazione per il Campionato europeo UEFA 2013 di categoria.

## Palmarès
- Campionato italiano di Serie A2: 1

Firenze: 2009-2010
- Campionato italiano di Serie B: 1

Empoli: 2016-2017